# Öskemen
Öskemen (kazašsky Өскемен rusky Усть-Каменогорск / Usť-Kamenogorsk) je město v Kazachstánu, správní centrum Východokazachstánské oblasti, které leží na soutoku řek Irtyš a Ulba. Přes polovinu z 339 000[zdroj?] obyvatel tvoří Rusové, zbytek především Kazaši.

## Historie
Město bylo založeno v roce 1720 jako pevnost a obchodní stanice pod názvem Usť-Kamennaja. Během let se v okolí pevnosti usazovali přistěhovalci, většinou ruští kozáci. V roce 1868 bylo povýšeno na město a přejmenováno na Usť-Kamenogorsk. Počátkem 20. století byl vybudován říční přístav a město bylo spojeno s železnicí. V období Sovětského svazu se stalo významným těžbou barevných kovů a hutnictvím.

## Doprava
Od listopadu 1959 je v provozu tramvajová doprava.